# Aldea de Tulor

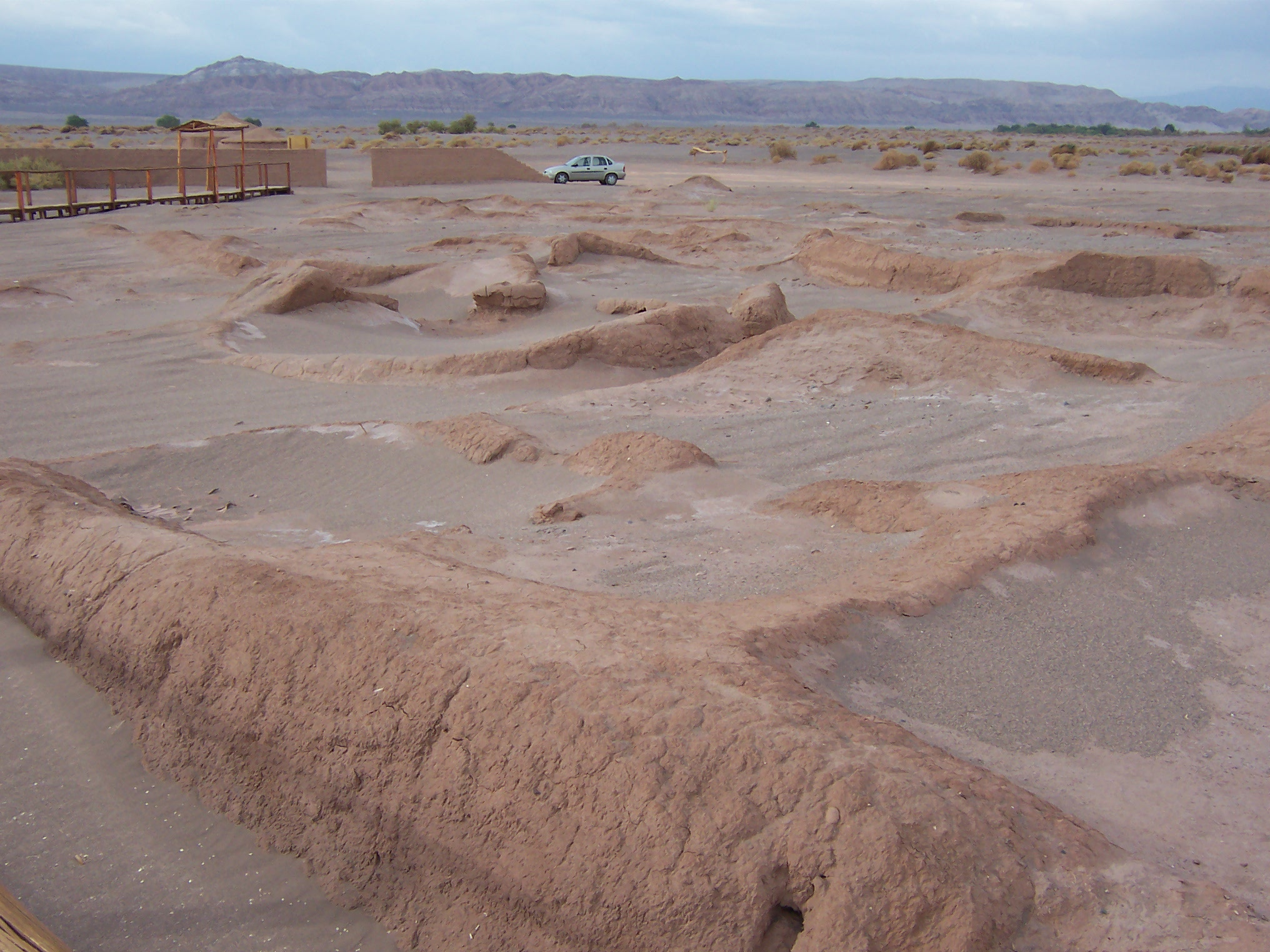
Llogaret de Tulor

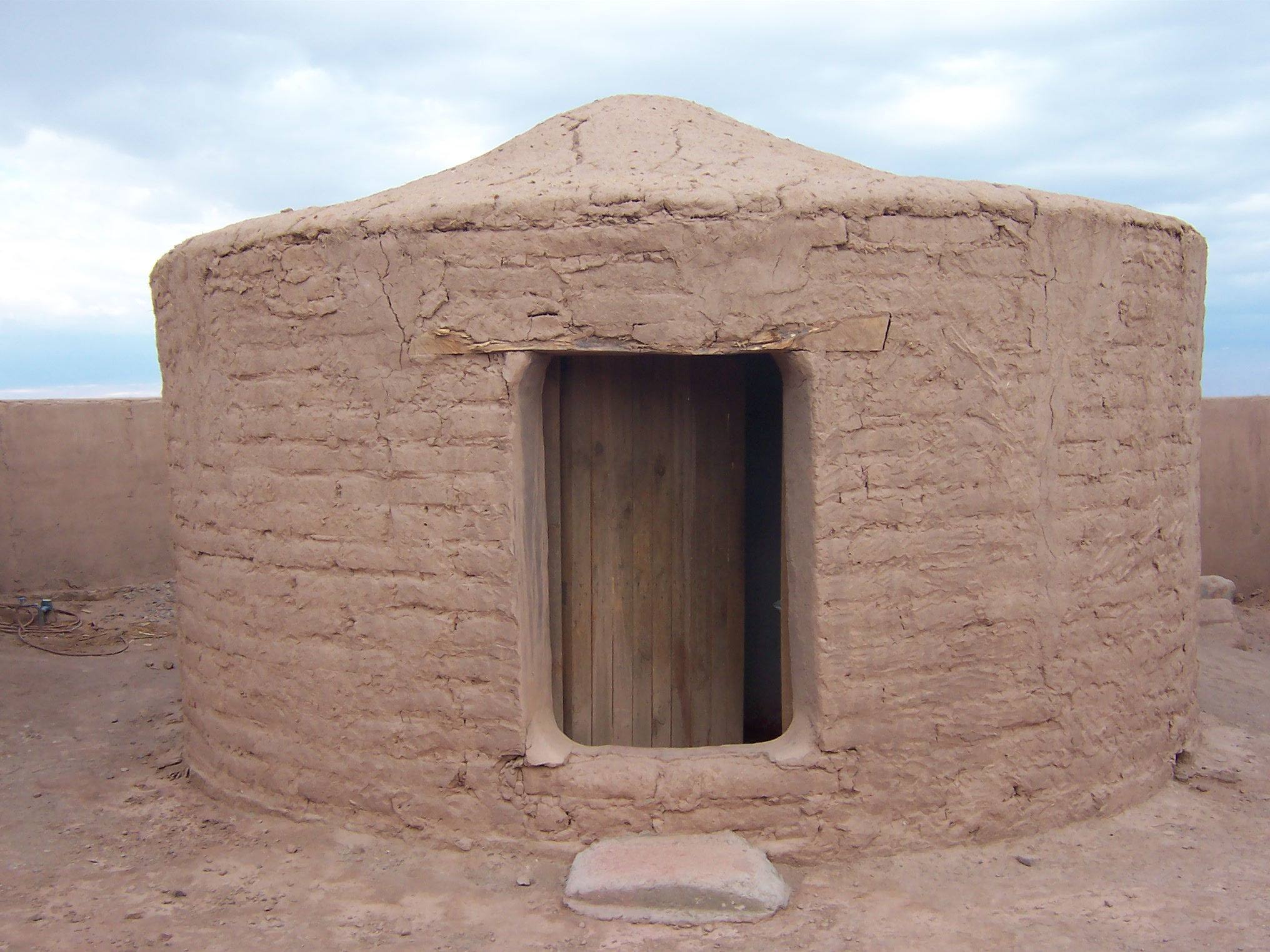
Casa de Tulor

L'aldea de Tulor és un dels jaciments arqueològics sedentaris més antics del nord de Xile, situat a uns 7,7 km al sud-oest de San Pedro de Atacama, entre l'emblemàtica serralada de la Sal i les dunes d'arena que evidencien la progressiva dessecació d'aquest entorn. Les primeres restes, les trobà el 1956 el jesuïta Gustavo Le Paige. Les excavacions continuaren el 1980 per part de l'arqueòloga Ana Maria Baró.
Situada entre l'ayllu de Tulor i el de Coyo, el llogaret es compon d'una sèrie d'estructures circulars interconnectades que tenien diversos usos i funcions d'acord amb les activitats quotidianes que s'hi feien. La seua arquitectura comparteix molts trets amb l'observada entre les cultures ameríndies dels Andes: centre-sud: Bolívia (Wankarani), Valls Occidentals (Guatacondo, Caserones) i nord-est argentí (Potrero Gran, Campo Colorado).
En aquest llogaret es produeix la consolidació d'una nova manera de vida més productora que depredadora dels recursos naturals de l'entorn, la qual cosa es complementa amb una mil·lenària tradició de pasturatge. Les aigües del riu San Pedro, que en aquesta època desguassaven naturalment als voltants del lloc, permeteren les pràctiques agrícoles, la qual cosa deriva en una vida més sedentària i en la transformació social de la comunitat que habità en aquest poblat, i en sorgí com a conseqüència l'estratificació del grup social.
L'intens comerç i intercanvi de productes dut a terme pels habitants de Tulor es testimonia en les deixalles arqueològiques que són possibles d'observar hui dia: gran quantitat de grans fets de petxines del Pacífic, ceràmiques intrusives (estil Vaquerías) i altres béns culturals que reflecteixen l'alt grau de mobilitat articulat per aquestes poblacions i el seu important rol de mitjancers entre les cultures del sector (àrea centre-sud andina). És per això que aquest llogaret, durant l'inici de l'era cristiana, degué constituir un important port de tràfic i intercanvi de béns que amb caravanes de llames permetia integrar un ampli territori (Altiplà, Puna, desert d'Atacama i costa), hui enclavat a la rodalia del dipòsit salí més gran del de Xile: el Salar d'Atacama.
Els materials arqueològics recuperats en aquest lloc testimonien el significatiu intercanvi cultural, explicat per les estratègies econòmiques articulades per aquestes poblacions ameríndies i s'expressen en diversos suports materials com l'argila, la fusta, l'os, el cuir i els tèxtils.
La ceràmica del llogaret es vincula a pràctiques quotidianes de preparació d'aliments i transport de líquids, i en destaquen els tipus grisos polits grossos o allisats. També hi ha fragments dels clàssics exemplars negres polits que permeten conjecturar l'ocupació del lloc fins al s. V de, moment en què hi irrompen les influències culturals de l'estat de Tiahuanaco provinent del llac Titicaca (actual Bolívia), que encara no existien a Tulor.
El llogaret de Tulor, i els jaciments que el componen, són testimonis dels efectes acumulatius dels canvis climàtics que s'han desenvolupat durant aquests darrers dos mil anys.
L'avanç de la duna d'arena, a ritme silenciós, però no menys efectiu, conjugat amb els efectes de la pluja i el vent, han constituït els factors responsables de l'actual estat de conservació del lloc, als quals se sumen els causats per la presència humana. El 2005, el programa World Monuments Watch declarà el llogaret com un dels 100 jaciments més amenaçats del món.
Hui Tulor constitueix la primera experiència a Xile de traspàs i maneig d'un ben patrimonial cultural a una organització indígena, que al llarg dels anys ha donat clars signes de responsabilitat i autosostenibilitat, procés que ha estat reconegut públicament per l'estat de Xile, durant l'any 2002, en concedir-li a la comunitat d'Atacama de Coyo el Premi a la Conservació dels Monuments Nacionals, aliança estratègica en la qual participen la comunitat indígena de Coyo, la Corporació Nacional Forestal, el Consell de Monuments Nacionals i la Corporació Nacional de Desenvolupament Indígena, per fomentar la protecció i posada en valor d'aquest mil·lenari llogaret amerindi.